# Victoria Treadellová
Victoria (Vicki) Marguerite Treadellová (* 1960, Ipoh, Malajsie) CMG, MVO je od roku 2014 britská vysoká komisařka pro Malajsii. V letech 2010 až 2014 zastávala funkci britské vysoké komisařky pro Nový Zéland a Samou. V těchto letech také byla guvernérkou Pitcairnových ostrovů.
Narodila se v Ipoh, její matka se narodila v čínské provincii Kuang-tung a otec měl francouzsko-nizozemské předky. Před jejím postem na Novém Zélandu, zastávala posty v Pákistánu, Indii a Malajsii. Je první ženou, která se stala britskou vysokou komisařkou pro Nový Zéland. V roce 1989 byla oceněna pamětním řádem královny Viktorie a byl jí udělen řád sv. Michala a sv. Jiřího (2010).